# 小行星5397
小行星5397（英語：5397 Vojislava）是一颗围绕太阳公转的小行星。1988年11月14日，Y. Oshima在静冈县发现了此天体。
这颗小行星的绝对星等为139.41794等。